# Kristy Swanson
Kristy Swanson (ur. 19 grudnia 1969 w Mission Viejo w Kalifornii) – amerykańska aktorka.

## Filmografia
- 1986: Wolny dzień pana Ferrisa Buellera jako Simone Adamlee
- 1986: Przyjaźń na śmierć i życie jako Samantha
- 1986: Dziewczyna w różowej sukience jako Duckette
- 1987:  Kwiaty na poddaszu  jako Kathy
- 1991: Hot Shots! jako Kowalski
- 1991: Manekin znów czynny jako Jessie
- 1992: Buffy postrach wampirów jako Buffy
- 1994: Pościg jako Natalie Voss
- 1995: Studenci jako Kristen Connor
- 1996: Fantom jako Diana Palmer
- 1997: Fabryka snów jako Nikki
- 1997: Zła do szpiku kości jako Francesca Wells
- 1997: Osiem głów w torbie jako Laurie Bennett
- 1998: Kontrola lotów (Ground Control) jako Julie Albrecht
- 1999: Sekcja Alfa jako Jenna
- 2000: Stary, gdzie moja bryka? jako Christie Boner
- 2001: Zabójca dusz jako Tessa
- 2003: Zabójcza głębia jako Kelli
- 2005: Zdradzony jako Laura Cross
- 2005: Skrywane sekrety jako Alexandra Kent Lambeth
- 2005: Six Months Later jako Linda
- 2006: Czarna dziura jako Shannon Muir
- 2006: Living Death jako Elizabeth
- 2010: A gdyby tak... jako Wendy Walker
- 2011: A Christmas Wish jako Martha Evans
- 2011: Rekin z bagien jako Rachel McDaniel